# AirTran Airways
AirTran Airways foi uma companhia aérea de baixo custo, sediada em Orlando, Flórida, EUA.Em 2011 se fundiu com a Southwest Airlines.

## Frota
Em 2014.
- Boeing 717-200: 88
- Boeing 737-700: 52